# Mike Brown (dirigente di football americano)
Michael Brown (Massillon, 10 agosto 1935) è un dirigente sportivo statunitense, proprietario dei Cincinnati Bengals della National Football League (NFL).

## Biografia
Figlio del cofondatore dei Cincinnati Bengals e primo allenatore dei Cleveland Browns, Paul Brown, Michael si unì ai Bengals alla loro fondazione nel 1968 e assunse la proprietà della squadra alla morte del padre nell'agosto del 1991. La sua prima mossa di rilievo fu di licenziare il popolare allenatore Sam Wyche dopo la stagione 1991 (anche se originariamente aveva affermato che Wyche si era dimesso). Giorni dopo assunse Dave Shula come capo-allenatore, rendendolo (all'epoca) il secondo allenatore più giovane della storia della NFL e rendendo Dave e Don Shula la prima coppia padre-figlio ad allenare due squadre diverse nello stesso anno.  Prima del 1993, Brown negoziò un nuovo accordo con la città di Cincinnati per mantenere la franchigia in città. Nel 2000 inaugurò il nuovo Paul Brown Stadium, sostituto dell'ormai vecchio Riverfront Stadium, come nuova casa dei Bengals, dopo avere minacciato di trasferire la squadra a Baltimora in caso di mancato successo del progetto del nuovo stadio.
La proprietà di Brown è stata criticata per la mancanza di successi sul campo, per il suo rifiuto di affidare la gestione della squadra a un general manager e per la cattiva relazione con la Contea di Hamilton prima e dopo l'approvazione per finanziare i fondi per la costruzione del Paul Brown Stadium.
Nel 1994, l'agente Leigh Steinberg descrisse Brown come "in una lotta solitaria per la razionalità economica nella NFL" e "una figura alla Don Chisciotte che vuole tornare indietro sulla follia dei salari." Nel corso degli anni, Brown si mostrò riluttante a concludere scambi o acquisti di free agent. Warren Sapp (nel 2004), Shaun Rogers (nel 2008) e Johnathan Joseph (nel 2011) sono esempi recenti degni di nota. L'agente Drew Rosenhaus descrisse come "una questione di ore" la firma di Sapp con i Bengals, un giorno prima che firmasse con gli Oakland Raiders. Sapp accusò i Bengals di "giocare con i soldi" riguardo all'accordo originale che gli avevano proposto, spostando i soldi verso gli incentivi rispetto a quelli garantiti. L'Associated Press riportò uno scambio tra Cincinnati e i Detroit Lions il 29 febbraio 2008 per Rogers. Tuttavia lo scambio non andò in portò e il giorno successivo Rogers fu scambiato con i Cleveland Browns.